# Balneoregium

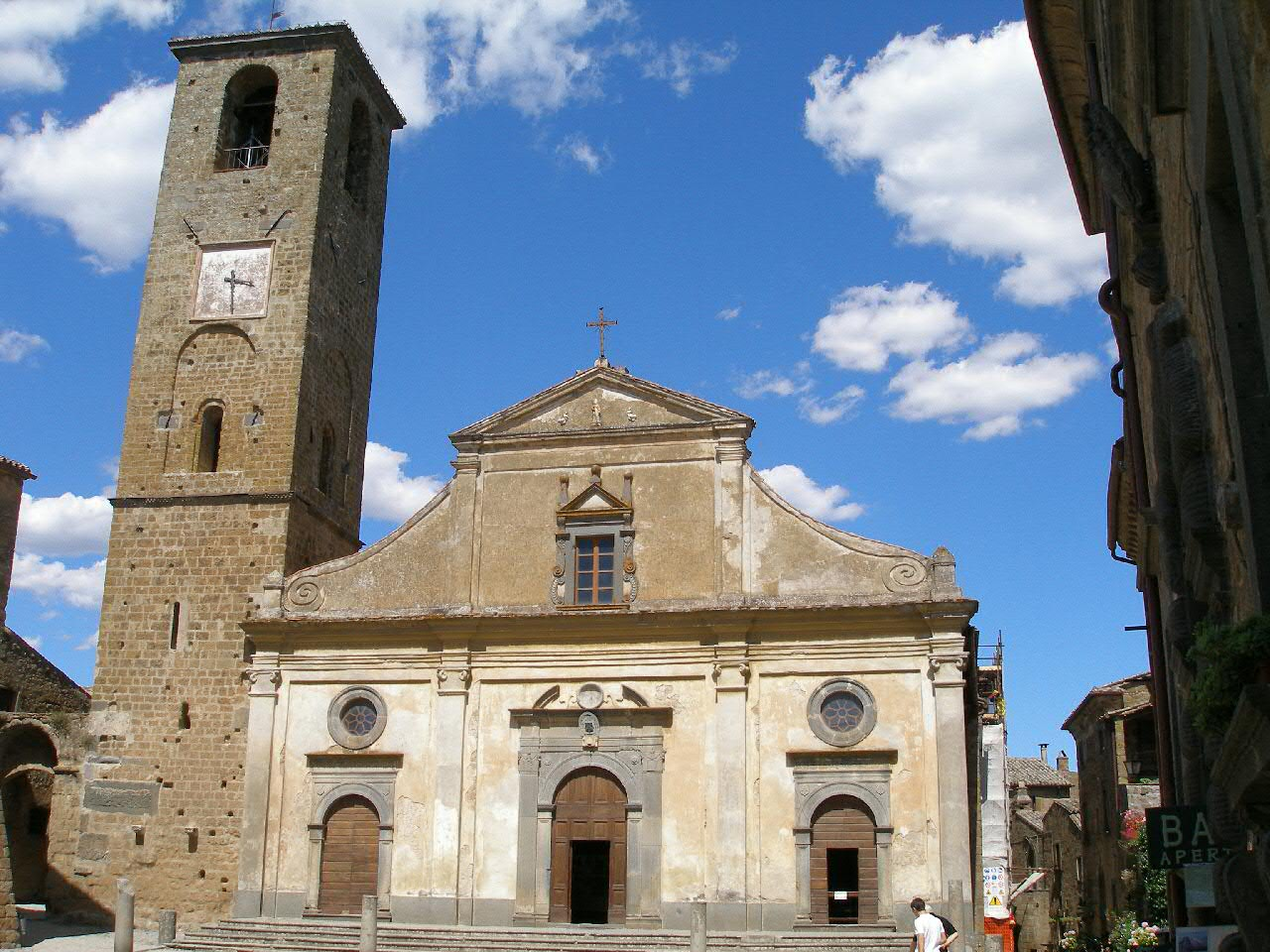
Dawna katedra diecezjalna w Bagnoregio

Balneoregium (łac. Balneoregiensis, wł.  Bagnoregio) – stolica historycznej diecezji w Italii erygowanej około roku 600, a włączonej w 1986 w skład diecezji Viterbo. 
Współczesne miasto Bagnoregio w prowincji Viterbo we Włoszech. Obecnie katolickie biskupstwo tytularne ustanowione w 1991 przez papieża Jana Pawła II.

## Biskupi tytularni
| Lp. | Biskup      | Funkcja                                   | Od               | Do               |
| --- | ----------- | ----------------------------------------- | ---------------- | ---------------- |
| 1   | Mario Rizzi | nuncjusz apostolski                       | 28 lutego 1991   | 13 kwietnia 2012 |
| 2   | Guido Pozzo | sekretarz Papieskiej Komisji Ecclesia Dei | 3 listopada 2012 |                  |